# Lista de episódios de Tapas & Beijos
Segue abaixo a lista de episódios da série Tapas & Beijos, exibida pela Rede Globo originalmente entre 5 de abril de 2011 e 15 de setembro de 2015, após cinco temporadas.
No dia 30 de março de 2022, o colunista André Romano publicou em suas redes sociais que a plataforma Globoplay já estaria gravando uma nova temporada — sendo 6ª temporada da série, sem quaisquer confirmação oficial.

## Resumo
| Temporadas | Temporadas | Episódios | Exibição original   | Exibição original      |
| Temporadas | Temporadas | Episódios | Início de Temporada | Final de Temporada     |
| ---------- | ---------- | --------- | ------------------- | ---------------------- |
|            | 1          | 36        | 5 de abril de 2011  | 20 de dezembro de 2011 |
|            | 2          | 37        | 3 de abril de 2012  | 18 de dezembro de 2012 |
|            | 3          | 37        | 2 de abril de 2013  | 17 de dezembro de 2013 |
|            | 4          | 36        | 8 de abril de 2014  | 23 de dezembro de 2014 |
|            | 5          | 22        | 14 de abril de 2015 | 15 de setembro de 2015 |

## 1ª temporada (2011)
| #S | #T | Título Original                                                 | Redação Final | Data de Exibição Original | Audiência (em pontos) |
| -- | -- | --------------------------------------------------------------- | ------------- | ------------------------- | --------------------- |
| 1  | 1  | "As aventuras amorosas de Suely e Fátima"                       | Cláudio Paiva | 5 de abril de 2011        | 22                    |
| 2  | 2  | "Fátima completa bodas de cera, e Sueli tem recaída"            | Cláudio Paiva | 12 de abril de 2011       | 22                    |
| 3  | 3  | "Fátima e Sueli se apavoram com ameaça de despejo"              | Cláudio Paiva | 19 de abril de 2011       | 23                    |
| 4  | 4  | "Fátima e Sueli se desentendem com motorista de ônibus "        | Cláudio Paiva | 26 de abril de 2011       | 24                    |
| 5  | 5  | "Quando o ex bate a porta"                                      | Cláudio Paiva | 03 de maio de 2011        | 25                    |
| 6  | 6  | "O novo e o velho relacionamento de Fátima e Sueli "            | Cláudio Paiva | 10 de maio de 2011        | 26                    |
| 7  | 7  | "A morte da mãe de Chalita "                                    | Cláudio Paiva | 17 de maio de 2011        | 29                    |
| 8  | 8  | "Helô Siqueira, com Sônia Braga"                                | Cláudio Paiva | 24 de maio de 2011        | 28                    |
| 9  | 9  | "Fátima e Armane enfrentam problemas "                          | Cláudio Paiva | 31 de maio de 2011        | 29                    |
| 10 | 10 | "Dia dos namorados ao som da banda Calypso"                     | Cláudio Paiva | 14 de junho de 2011       | 28                    |
| 11 | 11 | "Sobrinha de Armane chega para atrapalhar a vida de Fátima"     | Cláudio Paiva | 21 de junho de 2011       | 28                    |
| 12 | 12 | "Flagrante no pôquer"                                           | Cláudio Paiva | 28 de junho de 2011       | 27                    |
| 13 | 13 | "Chalita encontra uma namorada na boate La Conga"               | Cláudio Paiva | 5 de julho de 2011        | 31                    |
| 14 | 14 | "'PC reaparece e provoca crise no relacionamento de Sueli"      | Cláudio Paiva | 12 de julho de 2011       | 29                    |
| 15 | 15 | "Pai de Armane vai morar com Fátima e Sueli "                   | Cláudio Paiva | 19 de julho de 2011       | 28                    |
| 16 | 16 | "Cipó do pagé - Fátima e Sueli decidem emagrecer "              | Cláudio Paiva | 26 de julho de 2011       | 30                    |
| 17 | 17 | "Djalma quebra o Santo Antônio de Sueli"                        | Cláudio Paiva | 2 de agosto de 2011       | 28                    |
| 18 | 18 | "Flashback relembra como Flavinha e Djalma se conheceram"       | Cláudio Paiva | 9 de agosto de 2011       | 28                    |
| 19 | 19 | "Jurandir começa a namorar a ex-mulher de PC"                   | Cláudio Paiva | 16 de agosto de 2011      | 27                    |
| 20 | 20 | "Fátima reencontra sua mãe"                                     | Cláudio Paiva | 23 de agosto de 2011      | 28                    |
| 21 | 21 | "Um exame e muitas mentiras"                                    | Cláudio Paiva | 30 de agosto de 2011      | 27                    |
| 22 | 22 | "Geise chega para delírio dos homens e desespero das mulheres"  | Cláudio Paiva | 6 de setembro de 2011     | 26                    |
| 23 | 23 | "Chalita e Djalma celebram os 50 anos de seus estabelecimentos" | Cláudio Paiva | 13 de setembro de 2011    | 27                    |
| 24 | 24 | "Carol volta a causar confusão em Copacabana"                   | Cláudio Paiva | 20 de setembro de 2011    | 27                    |
| 25 | 25 | "Jorge chega a Copacabana para conquistar o coração de Sueli"   | Cláudio Paiva | 27 de setembro de 2011    | 28                    |
| 26 | 26 | "Jorge e Sueli começam a namorar"                               | Cláudio Paiva | 4 de outubro de 2011      | 28                    |
| 27 | 27 | "Djalma tem crise de ciúmes com retorno de Romildo"             | Cláudio Paiva | 11 de outubro de 2011     | 26                    |
| 28 | 28 | "Jorge descobre que tem uma filha bem grandinha"                | Cláudio Paiva | 25 de outubro de 2011     | 27                    |
| 29 | 29 | "Sueli perde a tia e precisa realizar seu último desejo"        | Cláudio Paiva | 1º de novembro de 2011    | 27                    |
| 30 | 30 | "Chalita se decepciona ao descobrir que a esposa o traía"       | Cláudio Paiva | 8 de novembro de 2011     | 27                    |
| 31 | 31 | "Bia organiza ‘matinê das mulheres’ para ajudar Jorge"          | Cláudio Paiva | 15 de novembro de 2011    | 28                    |
| 32 | 32 | "Incêndio em hotel vira manchete de jornal"                     | Cláudio Paiva | 22 de novembro de 2011    | 31                    |
| 33 | 33 | "Bia é a nova colega de trabalho de Fátima e Sueli"             | Cláudio Paiva | 29 de novembro de 2011    | 29                    |
| 34 | 34 | "Carente, Armane elege Jorge o seu melhor amigo"                | Cláudio Paiva | 6 de dezembro de 2011     | 31                    |
| 35 | 35 | "Fátima e Sueli decidem casar"                                  | Cláudio Paiva | 13 de dezembro de 2011    | 26                    |
| 36 | 36 | "Fátima e Sueli promovem casamento duplo"                       | Cláudio Paiva | 20 de dezembro de 2011    | 29                    |

## 2ª Temporada (2012)[4]
| E  | Título Original                                                   | Data de Exibição Original |
| -- | ----------------------------------------------------------------- | ------------------------- |
| 1  | "Fátima e Sueli retornam para Copacabana casadas e desconfiadas"  | 03 de abril de 2012       |
| 2  | "Amigas enfrentam crise na vida conjugal"                         | 10 de abril de 2012       |
| 3  | "Decisões individuais, problemas em conjunto"                     | 17 de abril de 2012       |
| 4  | "Um libanês entre dois casais"                                    | 24 de abril de 2012       |
| 5  | "Funcionário antigo aqui, funcionário novo ali"                   | 01 de maio de 2012        |
| 6  | "Dia das Mães repleto de mentiras e insinuações"                  | 08 de maio de 2012        |
| 7  | "Invasões e confusões"                                            | 15 de maio de 2012        |
| 8  | "O forró da discórdia"                                            | 22 de maio de 2012        |
| 9  | "Fátima e Sueli: boas de vingança, ótimas de confusão"            | 29 de maio de 2012        |
| 10 | "Amizade em cheque"                                               | 05 de junho de 2012       |
| 11 | "Dia dos namorados entre amigas"                                  | 12 de junho de 2012       |
| 12 | "Um é pouco, dois é bom... Seis é demais"                         | 19 de junho de 2012       |
| 13 | "Uma renda extra não faz mal a ninguém"                           | 03 de julho de 2012       |
| 14 | "Nem sempre cabe mais um"                                         | 10 de julho de 2012       |
| 15 | "A primeira (quase) viagem a gente nunca esquece"                 | 17 de julho de 2012       |
| 16 | "Um fato incomoda muita gente"                                    | 24 de julho de 2012       |
| 17 | "Com vestido pronto, Lorraine desiste de se casar"                | 31 de julho de 2012       |
| 18 | "Vestida de Branca de Neve, Fátima sequestra os filhos de Armane" | 07 de agosto de 2012      |
| 19 | "Em busca da atenção perdida"                                     | 14 de agosto de 2012      |
| 20 | "Celeste, prima de Sueli que agita a vida em Copacabana"          | 21 de agosto de 2012      |
| 21 | "Presente de aniversário"                                         | 28 de agosto de 2012      |
| 22 | "Lucilene é o novo problema de Fátima e Sueli"                    | 04 de setembro de 2012    |
| 23 | "Vale tudo para garantir o marido"                                | 11 de setembro de 2012    |
| 24 | "Amigos, amigos, negócios não tão à parte"                        | 18 de setembro de 2012    |
| 25 | "As detetives de Copacabana"                                      | 25 de setembro de 2012    |
| 26 | "Uma noite decisiva no Forró Furreca"                             | 02 de outubro de 2012     |
| 27 | "Sueli e Fátima começam a lutar pela vida conjugal"               | 09 de outubro de 2012     |
| 28 | "Fátima e Sueli voltam a morar juntas"                            | 16 de outubro de 2012     |
| 29 | "O ultimo passo para a separação: Ubirajara"                      | 23 de outubro de 2012     |
| 30 | "Quando um não quer, dois não se separam"                         | 30 de outubro de 2012     |
| 31 | "Fátima e Sueli compõem ciranda de paixões"                       | 06 de novembro de 2012    |
| 32 | "Fátima e Sueli revivem vida matrimonial por um dia"              | 13 de novembro de 2012    |
| 33 | "Crise conjugal é contagiosa?"                                    | 20 de novembro de 2012    |
| 34 | "Lembranças de uma festa de despedidas de casadas"                | 27 de novembro de 2012    |
| 35 | "Um duplo triângulo amoroso em Copacabana"                        | 04 de dezembro de 2012    |
| 36 | "O começo de um possível recomeço"                                | 11 de dezembro de 2012    |
| 37 | "O clima é de festa em Copacabana"                                | 18 de dezembro de 2012    |

## 3ª temporada(2013)[5]
| E  | Título Original                                                     | Data de Exibição Original |
| -- | ------------------------------------------------------------------- | ------------------------- |
| 1  | "Fátima e Sueli Voltam às Noites de Terça-Feira"                    | 2 de abril de 2013        |
| 2  | "Fátima, Sueli e Seus Triângulos Amorosos"                          | 9 de abril de 2013        |
| 3  | "A Jornada por uma Noite de Forró"                                  | 16 de abril de 2013       |
| 4  | "Um Vídeo Comprometedor e Suas Inúmeras Consequências"              | 23 de abril de 2013       |
| 5  | "Paulo Betti Participa da Série"                                    | 30 de abril de 2013       |
| 6  | "Desencontros de uma Noite a Dois"                                  | 7 de maio de 2013         |
| 7  | "Quando a Chefe Sai, Fátima e Sueli Tentam Fazer a Festa"           | 14 de maio de 2013        |
| 8  | "Como Não Conquistar uma Mulher"                                    | 21 de maio de 2013        |
| 9  | "Noite do Flashback Movimenta Relações em Copacabana"               | 28 de maio de 2013        |
| 10 | "A Disputa por uma Promoção"                                        | 04 de junho de 2013       |
| 11 | "Um Dia dos Namorados Fora do Padrão"                               | 11 de junho de 2013       |
| 12 | "Fátima e Sueli Viram Manchete de Jornal"                           | 18 de junho de 2013       |
| 13 | "Um Suposto Aniversário Estremece a Amizade de Armane e Jorge"      | 25 de junho de 2013       |
| 14 | "Fátima e Sueli Viram Vítimas de Seus Amores"                       | 2 de julho de 2013        |
| 15 | "Vizinhos Nada Desejados"                                           | 9 de julho de 2013        |
| 16 | "Daniel Boaventura Volta a Tapas & Beijos Como o Dentista PC"       | 16 de julho de 2013       |
| 17 | "Miá Mello É a Noiva do Ano das Vendedoras de Copacabana"           | 23 de julho de 2013       |
| 18 | "Um Relacionamento se Vai, mas Novos Sempre Vêm"                    | 30 de julho de 2013       |
| 19 | "Laços de Paternidade ou Amizade?"                                  | 6 de agosto de 2013       |
| 20 | "Fátima e Sueli Completam 15 Anos como Vendedoras da Djalma Noivas" | 13 de agosto de 2013      |
| 21 | "Cada um Tem a Dor de Cotovelo que Merece"                          | 20 de agosto de 2013      |
| 22 | "As Falecidas que Assombram Fátima e Sueli"                         | 27 de agosto de 2013      |
| 23 | "Cupidos de um Amor Bandido"                                        | 3 de setembro de 2013     |
| 24 | "Fábio Lago Participa de Seriado"                                   | 17 de setembro de 2013    |
| 25 | "Um PC Entre Duas Amigas"                                           | 24 de setembro de 2013    |
| 26 | "Tapas & Beijos Completa 100 Episódios"                             | 1 de outubro de 2013      |
| 27 | "Uma Batalha de Futebol de Botão Agita Copacabana"                  | 8 de outubro de 2013      |
| 28 | "Um Negócio Promissor"                                              | 15 de outubro de 2013     |
| 29 | "Déjà Vu das Vidas de Fátima e Sueli"                               | 22 de outubro de 2013     |
| 30 | "Fátima e Sueli à Serviço da Revanche"                              | 29 de outubro de 2013     |
| 31 | "Fátima e Sueli a Favor do Azar"                                    | 5 de novembro de 2013     |
| 32 | "Lembranças do Passado Geram Brigas no Presente"                    | 12 de novembro de 2013    |
| 33 | "Fátima e Sueli Precisam Escolher o Rumo de Suas Vidas"             | 19 de novembro de 2013    |
| 34 | "Fátima e Sueli Apelam para a Razão"                                | 26 de novembro de 2013    |
| 35 | "Fátima e Sueli se Deparam com Dilema"                              | 3 de dezembro de 2013     |
| 36 | "Flavinha É a Mais Nova Dançarina da La Conga"                      | 10 de dezembro de 2013    |
| 37 | "Casar ou Não Casar, Eis a Questão"                                 | 17 de dezembro de 2013    |

## 4ª temporada (2014)[6]
Página em atualização

## 5ª temporada(2015)[7]
1. A Inauguração do brechó BoutiKe
Novos tempos prometem uma vida nova para Fátima e Sueli. As amigas conseguem erguer o negócio próprio em Copacabana, o brechó BoutiKe, e contam com a ajuda de Djalma.
2. À flor da pele.
Os instintos femininos de Fátima e Sueli estão à flor da pele. Armane tenta ajudar Rei a esquentar o namoro com Fátima, e Jorge desconfia de que Sueli queira um filho. 
3. A "dupla problema" da Associação de Lojistas.
Fátima e Sueli, as mais novas empresárias de Copacabana, vão causar uma confusão na Associação de Lojistas ao descobrirem os segredos dos empresários da região. 
4. Procura-se Jorge Neto.
Jorge Neto mal chegou ao mundo e já vai protagonizar uma aventura pelas ruas de Copacabana. Sueli o deixa sob os cuidados de PC e Tavares e o bebê acaba perdido. 

## Reprise (2020)[8]
Por conta da pandemia de Covid-19 (e a interrupção das gravações de novas produções da Rede Globo em modo geral), no dia 04 de Agosto de 2020 foi reprisado em Edição especial um compilado de episódios de Tapas & Beijos até meados de Outubro relembrando as histórias divertidas das grandes amigas Fátima e Sueli. Após a repercussão positiva a série entrou para o catálogo gratuito da plataforma Globoplay, serviço de Streaming da própria TV Globo.